# Miłek turkiestański
Miłek turkiestański (Adonis turkestanica Adolf) – gatunek roślin z rodziny jaskrowatych, rosnący w Azji Środkowej. Działanie i zastosowanie medyczne takie samo jak miłka wiosennego, tyle że o wiele silniejsze.